# Черневский, Сергей Антипович
Сергей Антипович Черневский (1839—1901) — театральный режиссёр, один из корифеев московского Малого театра конца XIX столетия.

## Биография
Сегодня имя Сергея Черневского мало известно даже в профессиональных театральных кругах. Тем не менее почти 50 лет его жизни были отданы работе в Малом театре, а в течение 20 лет он как главный режиссёр возглавлял императорский Малый театр. Актёром Малого театра был и его брат А. А. Черневский.
Окончил балетное училище. Поначалу занимал должность императорского артиста балета (1852—1858 гг.), исполняя одновременно и драматические роли (по воспоминаниям В. А. Теляковского «Воспоминания 1898—1917 гг.»).
В 1858 г. перешёл на должность помощника режиссёра драматических спектаклей под руководство режиссёра В. Ф. Богданова (первый московский постановщик в 1831 году грибоедовского «Горя от ума»). В 1877 году, в связи со смертью Богданова, Черневский получил должность режиссёра и прослужил в этом качестве пару лет до 1879 года.
С 1879 г. до своей смерти являлся главным режиссёром Малого театра.
Был женат на внучке выдающегося артиста Малого театра М. С. Щепкина, драматической актрисе Александре Петровне Щепкиной, четверть века (с 1877 по 1903 гг.) проработавшей тоже в Малом театре.
Руководитель Московского отделения чиновного аппарата Императорских театров В. А. Теляковский, работавший в эти же годы, с 1898 по 1901, в книге своих воспоминаний «Воспоминания 1898—1917 гг.» довольно пренебрежительно писал о Черневском и его творчестве. Такого же взгляда придерживалась и Щепкина-Куперник («Дни моей жизни», Федерация писателей, 1928, стр. 207—222).
Однако критика отмечает: «Между тем как и он сам, так и его деятельность нуждаются в серьёзном пересмотре. Его административное чутье, такт и уменье ладить с актёрами, а также знание их художественных возможностей обеспечивали как раз во время расцвета его работы знаменитый ансамбль Малого театра».
По воспоминаниям современников, он являлся душой Малого театра и всей московской театральной жизни XIX столетия. Он поддерживал рядовых работников сцены: актёров, театральных художников, сценических инженеров — всех тех, в отношении которых царская административная управа не всегда была справедлива и благожелательна. Сам будучи женат на актрисе театра, он хорошо понимал основные проблемы артистов императорской сцены. Он досконально знал всё о театре и обо всех его работниках, строго и придирчиво разбирался во всех конфликтах, был внимателен и к характерам его подчиненных, и их слабостям и значимости. Из книги известного советского театроведа Г.Гояна «Гликерия Федотова», 1940 (об отношениях со знаменитой актрисой Малого театра Гликерией Федотовой): "А. А. Яблочкина рассказывает: «Главный режиссёр, Сергей Антипович Черневский, который был за кулисами полновластным хозяином, грозой для всей труппы, и не только для молодёжи, но и для актёра с положением, носил к Гликерии Николаевне ежедневный репертуар на утверждение и перед тем, как войти в уборную Федотовой, всегда крестился».
Черневский видел свою миссию не в создании отдельных сценических образов, оставляя это за самим актёром, а в работе художественного руководства всем театром. Как режиссёр ставил массовые сцены и постановочные эффекты, уделяя основное внимание глобальной тематике спектакля; первым начал сценическую разработку массовых сцен.
В его постановках играли выдающиеся артисты Малого театра: О. А. Правдин, А. И. Южин, Г. Н. Федотова, М. А. Решимов, И. В. Самарин, Н. М. Медведева, К. Н. Рыбаков, Н. А. Никулина, А. П. Ленский, М. Н. Ермолова, семьи Садовских и Музилей и многие другие, прославив свои имена именно в его постановках.
Именно он разрешал актёрам проводить в их бенефисы пьесы классиков, обычно же репертуаром занималась исключительно репертуарная комиссия, строго следившая за цензурой. И только в собственный бенефис артист имел право выбора постановки и роли для себя в ней.
Черневский стремился поднять постановочную культуру Малого театра, проявляя внимание к классическим и историческим пьесам. И вместе с тем внимательно изучал творческие разработки европейских театров.
Черневский первый в русском театре стал применять методы мейнингенцев и их театральный опыт, уделяя особое значение реквизиту, атрибутике и антуражу. Он в своих постановках обращал главное внимание на историческую достоверность костюмов и всей обстановки. В 1895 году, готовясь к постановке «Власти тьмы» Л. Н. Толстого он вместе с художником К. Ф. Вальцем ездил к Толстому в Ясную Поляну, откуда были привезены образцы крестьянской одежды и утвари. На сайте «Лев Толстой глазами современников» представлены воспоминания К. Ф. Вальца об этой поездке.
Первым в театральной истории России Черневский ввел просцениум — при постановке «Имогены» (или «Цимбелина») Шекспира в переводе С. А. Юрьева, — позволявший переносить действие из одного места в другое на глазах у зрителей — без опускания занавеса и без перемены декораций.
Умер в 1901 году. Похоронен на Ваганьковском кладбище; могила утрачена.
Официозное издание «Ежегодник императорских театров» (1901—1902, прил. 3, стр. 71) в некрологе по смерти С. А. Черневского отмечает, что он «по справедливости завоевал своею неустанною деятельностью имя лучшего в России режиссёра».
Архив режиссёра передан на хранение в РГАЛИ. Там сохранены рукописи, дневниковые записи; статьи «К Дон Карлосу» (1894), «Заметки о бенефисе Федотовой» (1894) и др., документация, которую вел С. А. Черневский: репертуар Малого театра за разные сезоны, репертуары выдающихся исполнителей Малого театра, ведомости сборов за 1893—1899 гг. и т. д. Огромное место занимает переписка со многими выдающимися театральными деятелями времени: П. Д. Боборыкиным, Н. Е. Вильде, А. П. Ленским, П. П. Гнедичем, Вл. И.Немировичем-Данченко, Александром Филипповичем и Гликерией Николаевной Федотовыми, Е. К. Лешковской, С. А. Юрьевым, М. И. Чайковским, П. М. Пчельниковым (управляющий конторой императорских театров в Москве c 1882 по 1898 гг.), А. С. Сувориным и многими другими.